# Bengt Skantze
Bengt Petter Skantze, född 20 mars 1799 i Hammerö, Hanhals socken, Hallands län, död 18 december 1863 i Kungsbacka, Hallands län, var en svensk riksdagsman.
Bengt Skantze var jordbrukare på ett skattehemman i Hammerö i Hanhals socken. Till 1847 års Riksdag utsågs han att representera bondeståndet i Fjäre härad.
Bengt Skantze var äldste son till kronolänsman Johannes Skantze och hans hustru Anna Lena Månsdotter. Han var farbror till fabrikör Herman Skantze på Karlskrona Lampfabrik och morbror till Carl Svahn på Wahlqvistska Klädesfabriken.